# Cryptomeigenia theutis
Cryptomeigenia theutis är en tvåvingeart som först beskrevs av Walker 1849.  Cryptomeigenia theutis ingår i släktet Cryptomeigenia och familjen parasitflugor. Inga underarter finns listade i Catalogue of Life.